# تپه چشمه سنگی
تپه چشمه سنگی مربوط به دوران‌های تاریخی پس از اسلام است و در شهرستان سنقر، بخش مرکزی، روستای چغا پایین واقع شده و این اثر در تاریخ ۱۲ تیر ۱۳۸۴ با شمارهٔ ثبت ۱۲۰۲۶ به‌عنوان یکی از آثار ملی ایران به ثبت رسیده است.